# عادت‌های اتمی
عادت‌های اتمی: روشی آسان و اثبات‌شده برای ساختن عادت‌های خوب و شکستن عادت‌های بد (انگلیسی: Atomic Habits: An Easy & Proven Way to Build Good Habits & Break Bad Ones) کتابی در زمینه خودسازی نوشتهٔ جیمز کلیر است که در سال ۲۰۱۸ منتشر شد. این کتاب به یکی از پرفروش‌ترین کتاب‌های نیویورک تایمز تبدیل شده و بیش از ۲۰ میلیون نسخه از آن در سراسر جهان به فروش رسیده‌است. 

## خلاصه
در این کتاب، کلیر به بررسی چگونگی شکل‌گیری عادت‌ها و ارائهٔ راهکارهایی برای ایجاد عادت‌های خوب و حذف عادت‌های بد می‌پردازد. او چهار قانون اصلی برای تغییر رفتار را معرفی می‌کند:
- آن را آشکار کنید.
- آن را جذاب کنید.
- آن را آسان کنید.
- آن را رضایت‌بخش کنید.

کلیر همچنین مفاهیمی مانند «پشته‌سازی عادت‌ها» (اتصال عادت جدید به عادت موجود) و «بسته‌بندی وسوسه» (ترکیب عادت با فعالیت لذت‌بخش) را برای تسهیل در ایجاد عادت‌های جدید مطرح می‌کند. 

## فروش و ترجمه‌ها
تا سال ۲۰۲۵، کتاب «عادت‌های اتمی» بیش از ۲۰ میلیون نسخه در سراسر جهان فروش داشته و به بیش از ۶۰ زبان ترجمه شده‌است.  نسخهٔ فارسی این کتاب با عنوان «عادت‌های اتمی» توسط نشر نوین با ترجمهٔ هادی بهمنی و همچنین توسط نشر نیک‌فرجام با ترجمهٔ مهتاب ویسی منتشر شده‌است.  

## جوایز و افتخارات
در سال ۲۰۲۱، این کتاب به عنوان پرفروش‌ترین کتاب آمازون معرفی شد.  همچنین، جیمز کلیر در سال ۲۰۲۴ به تالار مشاهیر آکادمیک آل-آمریکا معرفی شد. 

## نقدها
با وجود استقبال گسترده، برخی منتقدان معتقدند که مفاهیم مطرح‌شده در کتاب جدید نیستند و بیشتر بازنویسی ایده‌های موجود در زمینهٔ روان‌شناسی رفتار هستند. همچنین، برخی به تکراری بودن سبک نوشتار و ساختار کتاب اشاره کرده‌اند که بیشتر شبیه به مجموعه‌ای از پست‌های وبلاگی است تا یک روایت منسجم. 